# Ramboldia gowardiana
Ramboldia gowardiana är en lavart som först beskrevs av T. Sprib. & M. Hauck, och fick sitt nu gällande namn av Kalb, Lumbsch & Elix. Ramboldia gowardiana ingår i släktet Ramboldia och familjen Lecanoraceae.   Inga underarter finns listade i Catalogue of Life.